# ActionAid International

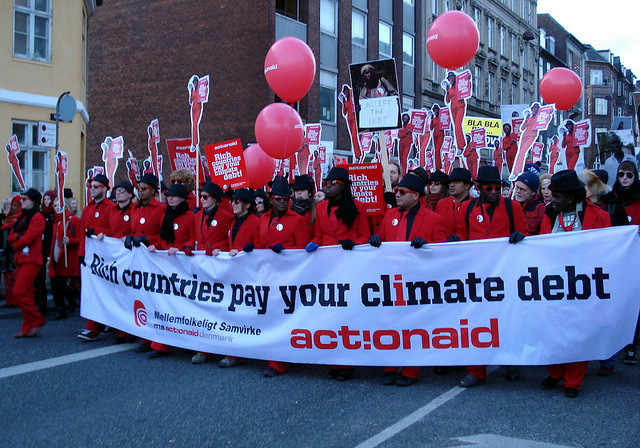
Marcha de ActionAid International

ActionAid International es una organización de desarrollo internacional con sede en el Reino Unido. Desde su fundación en 1972, han trabajado por atenuar la pobreza de niños, familias y comunidades de más de 40 países de África, Asia, Latinoamérica y el Caribe.
ActionAid procura atender y dar apoyo a las personas pobres, sobre todo a niñas y mujeres. Entre los grupos a los que brinda ayuda se encuentran adolescentes, jóvenes y niños de la calle, discapacitados, comunidades indígenas, indigentes y trabajadores sexuales. Uno de sus mayores objetivos es el de proveer educación básica para que las gentes puedan cambiar sus vidas y mejorar el entorno en el que se desenvuelven.
Ayuda en Acción trabaja en Asia y África a través de ActionAid, que sustenta programas de desarrollo a largo plazo y acciones de sensibilización e incidencia en 42 países de Asia, África, América y Europa. Más de 13 millones de personas se benefician de los más de 800 proyectos que ActionAid promueve en el Sur y que impilcan a más de 2.000 organizaciones locales. 